# Ranunculus linearifolius
Ranunculus linearifolius är en ranunkelväxtart som beskrevs av R.A. Qureshi och M.N.Chaudhri. Ranunculus linearifolius ingår i släktet ranunkler, och familjen ranunkelväxter. Inga underarter finns listade i Catalogue of Life.